# Comuna Deleni, Arciz
Deleni (în ucraineană Делень, în bulgară Девлетагач, transliterat: Devletagaci) este o comună în raionul Arciz, regiunea Odesa, Ucraina, formată din satele Deleni (reședința) și Ferșampenuazul Mic.

## Demografie
Componența lingvistică a comunei Deleni
     Bulgară (78,03%)
     Ucraineană (17,37%)
     Rusă (3,47%)
     Alte limbi (0,7%)
Conform recensământului din 2001, majoritatea populației comunei Deleni era vorbitoare de bulgară (78,03%), existând în minoritate și vorbitori de ucraineană (17,37%) și rusă (3,47%).